# Bibi Ferreira
Abigail Izquierdo Ferreira (Río de Janeiro, 1 de junio de 1922-Río de Janeiro, 13 de febrero de 2019), más conocida como Bibi Ferreira, fue una actriz, cantante y directora teatral brasileña. En una carrera que abarcó más de 75 años, Ferreira dirigió y actuó en numerosas producciones teatrales y fue reconocida como una de las más grandes divas de la música brasileña.

## Biografía
Ferreira nació en Río de Janeiro, hija del actor Procópio Ferreira y la bailarina argentina Aída Izquierdo, nacida en Buenos Aires. Sus abuelos paternos eran originarios de la isla de Madeira, Portugal; sus abuelos maternos, Antonio Izquierdo e Irma Queirola, eran de España. Estudió danza en el Teatro Municipal de Río de Janeiro.
Su padre invitó a su hija para que se uniera a su compañía teatral. Hizo su debut en los escenarios con la obra «La locandiera» en el Teatro Serrador en Río de Janeiro, el 28 de febrero de 1941. Formó su propia compañía tres años más tarde. Durante este periodo, incursionó en la animación de varios programas televisivos de conversación y variedades, dándole a nuevos artistas y dramaturgos la oportunidad de presentar sus obras.

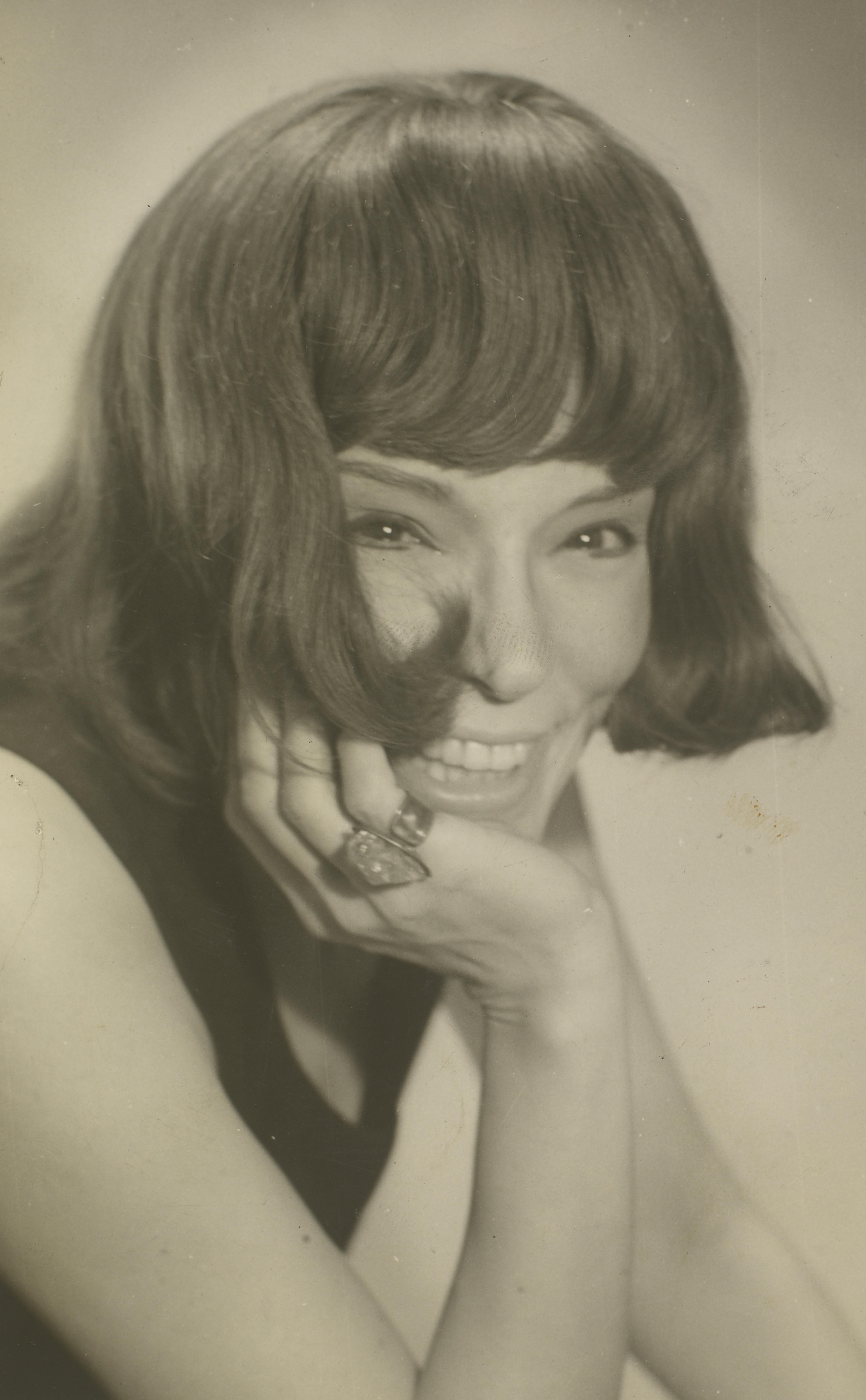
Bibi Ferreira en 1968

En 1962, fue incluida en la producción brasileña de My Fair Lady, la cual alcanzó el récord de estar en cartelera durante dos años y medio. Luego interpretó roles protagónicos en Hello, Dolly! y El hombre de La Mancha. En los años 1970, comenzó a dirigir sus producciones propias. Ferreira actuó en un musical sobre Édith Piaf en 1983, y efectuó giras con el espectáculo a través de Europa.
Ferreira fue una figura prominente en la industria brasileña del entretenimiento. Su protegida, la cantante Maria Bethânia, ja dicho de Ferreira, «Todo lo que ella hace ha ayudado a Brasil con su identidad». El gobierno francés le otorgó la Orden de las Artes y las Letras en 1985. En 2016, Ferreira apareció en «Bibi Times Four», un espectáculo unipersonal en el Symphony Space de la Ciudad de Nueva York.

### Vida personal y fallecimiento
En 1968, Ferreira (de 44 años) se casó con el dramaturgo Paulo Pontes (1940-1976), de 27 años.
En 1970, actuó en Gota D'Agua, obra escrita por su marido.
Pontes murió en 1976.
Ferreira murió en Río de Janeiro el 13 de febrero de 2019 a causa de un paro cardiorrespiratorio.